# Atropoides picadoi
Atropoides picadoi е вид змия от семейство Отровници (Viperidae). Видът не е застрашен от изчезване.

## Разпространение
Разпространен е в Коста Рика и Панама.